# Bezit (Nederlands recht)
Bezit is in het Nederlands vermogensrecht het houden van een goed voor zichzelf (art. 107 eerste lid, Burgerlijk Wetboek Boek 3 (BW 3)). Een bezitter heeft meestal de feitelijke macht over een goed (corpus) en gedraagt zich alsof hij de eigenaar van dat goed is (animus). Hij kan echter ook 'middellijk' bezitten, bijvoorbeeld wanneer hij een goed aan een ander heeft uitgeleend. De lener wordt in het Nederlandse recht namelijk niet als bezitter beschouwd, maar als 'houder'. Dit onderscheid stamt uit het Romeinse recht (possessio civilis [bezit] versus possessio naturalis houderschap).
Het Burgerlijk Wetboek volgt het Ontwerp-Meijers en beschouwt bezit als een vorm van het overkoepelende begrip 'houderschap'.
Voor een goede begripsvorming is het van belang om vast te stellen hoe het begrip 'bezit' zich verhoudt tot de begrippen 'houderschap' en 'eigendom'. De beantwoording hangt af van het rechtsgebied dat men als uitgangspunt neemt. Het Romeinse recht onderscheidde tussen houderschap (possessio naturalis) en bezit (possessio civilis), hoewel het uitzonderingsgewijs toch bepaalde houders als bezitter aanmerkte, om hen daardoor de bezitsbescherming deelachtig te laten worden.  Zo gold bijvoorbeeld een pandhouder toch als bezitter. Het oudvaderlandse gewoonterecht van Germaanse oorsprong kende de Romeinsrechtelijke terminologie niet, maar gebruikte de term weer (Frans saisine, Duits Gewere, Engels seizin). Dit feodale begrip kan dan ook slaan op wat in het Romeinse recht werd beschouwd als eigendom (dominium of proprietas), maar eveneens op bezit en houderschap. Het canonieke recht bewandelde een middenweg: enerzijds gebruikte zij het Romeinse recht, immers: de kerk van Rome leeft naar het recht van Rome (ecclesia romana vivit lege romana), anderzijds hanteerde zij een afwijkend bezitsbegrip dat mede bepaald is door Germanistische invloeden.  De Duitse jurist en rechter Bähr duidt dit bezitsbegrip aan met de term Realbesitz.
In het huidige recht is de status van bezitter met name van belang voor twee leerstukken: (1) een bezitter kan door verloop van tijd promoveren tot eigenaar [voor de tijdsspanne is van belang of het bezeten goed roerend of onroerend is] en (2) hij kan aanspraak maken op een aparte bescherming [zie art. 3:125 BW].
Men verkrijgt bezit krachtens 3:112 BW door inbezitneming (bijvoorbeeld vinden of stelen), doordat een bezitter zijn bezit aan jou overdraagt/verschaft (zoals bij koop) of door opvolging onder algemene titel (bijvoorbeeld door een erfenis). De laatste mogelijkheid geeft al aan dat de Nederlandse wetgever niet uitsluitend gekozen heeft voor een zuiver op het Romeinse recht gebaseerd bezitsbegrip. Dat beschouwde bezit namelijk als feit, niet als recht.  Het in het bezit opvolgen als erfgenaam is - in afwijking van de eerste twee genoemde varianten - wel te beschouwen als een recht. Het vloeit voort uit de Germaansrechtelijke opvatting dat de dode (erflater) de levende (erfgenaam) in het bezit stelt: Der Tote erbt den Lebendigen / le mort saisit le vif.
Een zelfs door juristen veelgemaakte fout is het verwarren van de bezitsoverdracht met de eigendomsoverdracht. Er gelden verschillende eisen. Zo wordt de status van bezitter meestal toegekend op grond van de verkeersopvattingen (zie art. 3:108 BW). Voor elke eigendomsoverdracht geldt echter het voorschrift van 3:84 BW. Kort en goed: de overdracht van eigendom betreft altijd een recht. De Nederlandse wetgever heeft op dit punt gehandhaafd de Romeinsrechtelijke stelregel dat niemand meer rechten kan overdragen dan hij zelf heeft (nemo plus iuris ad alium transferre potest quam ipse haberet).  Omdat bezit echter niet steeds een recht inhoudt, maar ook een feitelijke situatie kan aanduiden, liggen de eisen lager.
Tot dusver is bezit steeds beschreven vanuit het privaatrecht. Een strafrechtelijke variant op bezit is "voorhanden hebben", zie de Wet wapens en munitie.